# Las bestias del terror
Pour plus de détails, voir Fiche technique et Distribution.
Las bestias del terror est un film mexicain de 1972 d'Alfredo B. Crevenna. Il fait partie de la série des Santo, el enmascarado de plata.